# احتجاجات فنزويلا 2017
بدأت الاحتجاجات الفنزويلية عام 2017 في أواخر يناير بعد التخلي عن الحوار المدعوم من الفاتيكان بين الحكومة البوليفارية والمعارضة، بدأت سلسلة الاحتجاجات في فبراير / شباط 2014 (انظر : احتجاجات فنزويلا 2014) عندما احتج مئات الآلاف من الفنزويليين بسبب ارتفاع مستويات العنف الإجرامي والتضخم والنقص المزمن في السلع الأساسية بسبب السياسات التي وضعتها الحكومة الفنزويلية. وعلى الرغم من أن حجم الاحتجاجات قد انخفض منذ عام 2014، بدأت الاحتجاجات مرة ثانية في الزيادة بشكل كبير في جميع أنحاء فنزويلا بعد الأزمة الدستورية الفنزويلية عام 2017.
وطالبت الاحتجاجات المعارضة باجراء انتخابات رئاسية فورية بعد الجدل حول عدم استدعاء الرئيس نيكولاس مادورو.

## يناير
- 9 كانون الثاني / يناير - أعلنت الجمعية الوطنية أن الرئيس نيكولاس مادورو تخلى عن منصبه متهما إياه ب «خرق النظام الدستوري والديمقراطي وانتهاك حقوق الإنسان ودمار الأسس الاقتصادية والاجتماعية للأمة».[9]
- 11 يناير / كانون الثاني - أعلن الرئيس نيكولاس مادورو أن الجمعية الوطنية التي تقودها المعارضة «حلت نفسها».[10]
- 12 يناير / كانون الثاني - اعتقلت الحكومة الفنزويلية عدة زعماء وأفراد معارضين بزعم أنهم حاولوا الإطاحة بالحكومة، مع أفراد من بينهم الجنرال السابق راؤول بادول، ويقول زعيم المعارضة إنريكه كابريليس أن إدارة مادورو تحاول منع السياسيين المعارضين من تولي منصبه، وقال الأمين العام للمائدة المستديرة في الحزب الديمقراطي، خيسوس توريالبا، إن المظاهرات ستجري في 23 كانون الثاني / يناير 2017 بمناسبة الذكرى السنوية لسقوط ديكتاتورية ماركوس بيريز خيمينيز، حيث قال توريالبا «ستكون هناك تعبئة وطنية تطالب بالديمقراطية أمام النظام الاستبدادي».[10][11]
- 13 يناير / كانون الثاني - تم إلغاء جلسة حوار مقررة بين المعارضة والحكومة البوليفارية عقب اعتقال أعضاء المعارضة.[12]
- 19 يناير / كانون الثاني - انسحب الفاتيكان رسميا من عملية الحوار بين الحكومة البوليفارية والمعارضة، مما أدى إلى إنهاء المحادثات بين الطرفين.[12]
- 23 يناير / كانون الثاني - احتج عدة آلاف من الفنزويليين في جميع أنحاء البلاد، مع أعداد أقل بكثير من العام السابق بسبب الخوف من القمع والإحباط، إلى جانب التقارير التي تفيد بأن المتظاهرين أوقفتهم نقاط التفتيش الحكومية في طريقهم إلى المظاهرة، وقامت الحكومة البوليفارية أيضا بتطويق مناطق المسيرات المخططة مع الشرطة وأغلقت جميع أنظمة مترو الأنفاق والنقل إلى المنطقة، زعيم المعارضة هنريك كابريلز أعلن أن هذه المسيرة ستكون آخر مسيرة رسمية، مع احتمال حدوث مظاهرات مستقبلية.[13][13]
- 24 يناير / كانون الثاني - ظهرت أول مظاهرة مفاجئة من مئات الفنزويليين، مما أعاق طريق فرانسيسكو فاجاردو السريع في كلا الاتجاهين وحملوا لافتة تقول «الانتخابات الآن»، مع عدم تمكن السلطات الفنزويلية من الرد.[14]
- 27 يناير / كانون الثاني - تجمع أعضاء الجمعية الوطنية التي تقودها المعارضة لعقد اجتماع في الأحياء الفقيرة في كاراكاس في بيتاري، وهي واحدة من أكبر الأحياء الفقيرة في العالم، مدعية الخطاب الروسي الذي اعتبر احتجاجات المعارضة «ثورة ملونة».[15]

## فبراير
- 1 شباط / فبراير - أعلن الرئيس مادورو أن الميليشيات الوطنية البوليفارية ستتوجه نحو هدف مناهض للاحتجاج، قائلا إن مؤيديه «سيتضاعفون في جميع أنحاء الإقليم، والقوات الخاصة للعمل السريع، والقوات الخاصة للميليشيات... لجعل وطننا منيع».[16]
- 2 شباط / فبراير - دعا قادة الطلاب إلى الاحتجاجات في 12 شباط / فبراير، احتفالا بثلاث سنوات من الاحتجاجات الوطنية، حيث خططت مسيرات في كاراكاس لتمرير المنطقة التي قتل فيها الطالب روبرت ريدمان في اليوم الأول للاحتجاجات، وفي وقت لاحق، حاول نواب المعارضة دخول مقر المجلس الوطني للانتخابات لتقديم وثيقة تطالب بإطار زمني للانتخابات الإقليمية والبلدية، حيث رد رجال الحرس الوطني بعنف على النواب.[17][18]

## مارس
- 22 مارس - في لوس رويس، احتج الفنزويليون الذين يعانون من أمراض مزمنة خارج صيدلية الضمان الاجتماعي بسبب نقص الأدوية التي تواجه البلاد.[19]
- 29 آذار / مارس - بدأت الأزمة الدستورية الفنزويلية لعام 2017، مع أخذ الحصانة بعيدا عن البرلمانيين المعارضين من قبل محكمة العدل العليا في فنزويلا (TCJ)، مع تولي المحكمة الدستورية العليا صلاحيات تشريعية للجمعية الوطنية التي تسيطر عليها المعارضة.[20][21]

## أبريل

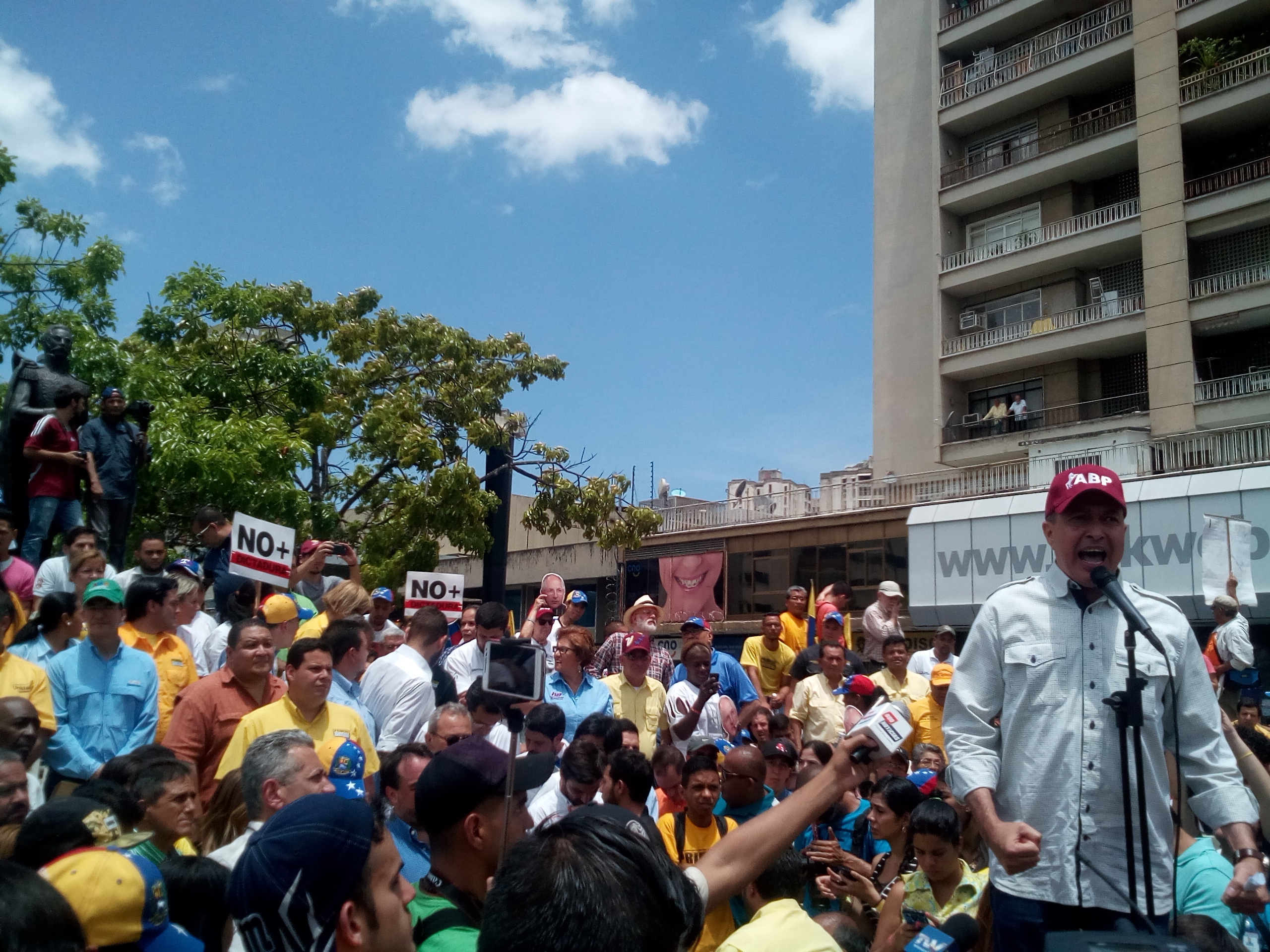
البرلمانات في دورة استثنائية في ساحة بريون

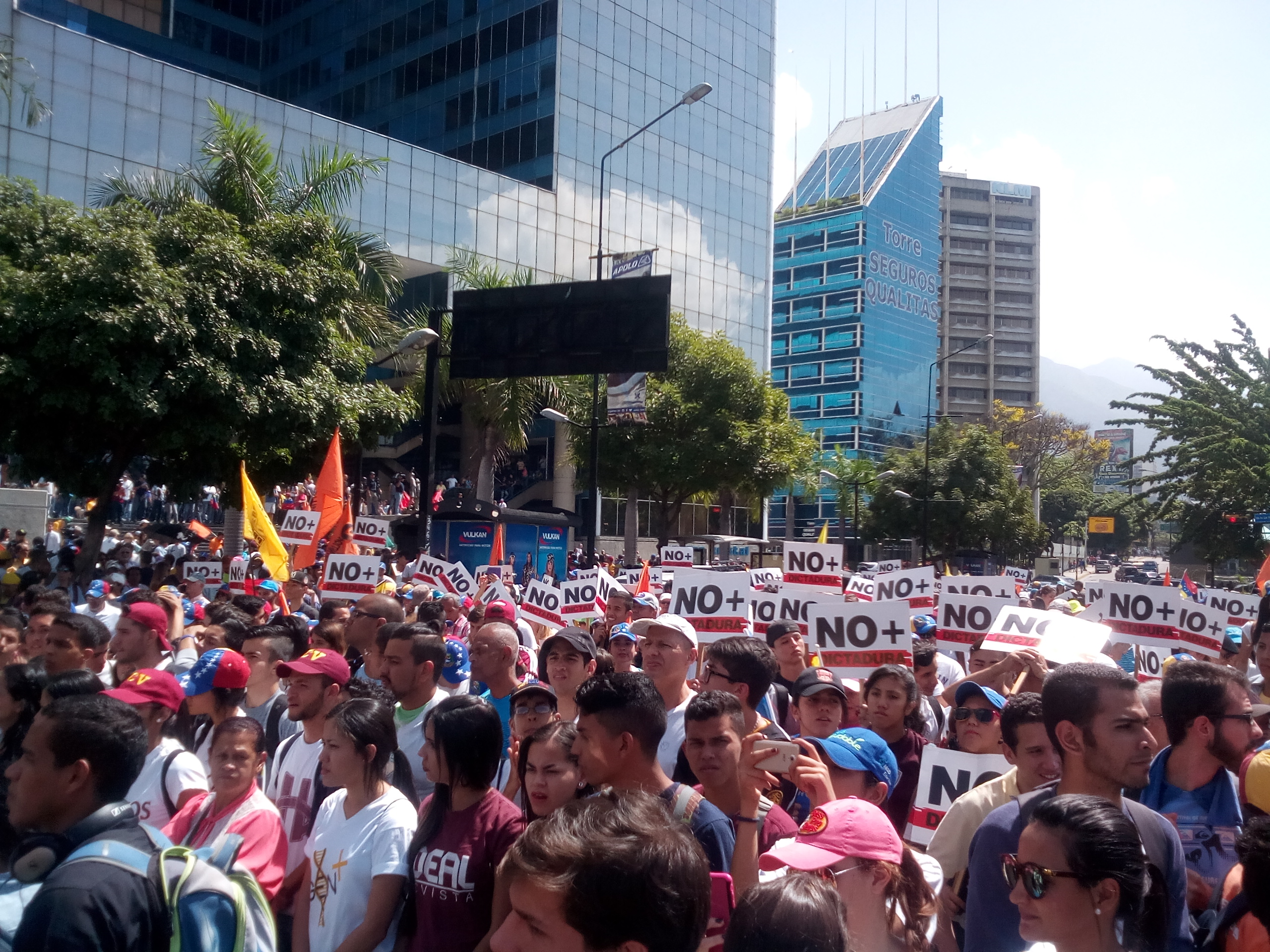
المتظاهرون رفعوا لافتات تقول "لا مزيد من الدكتاتورية"

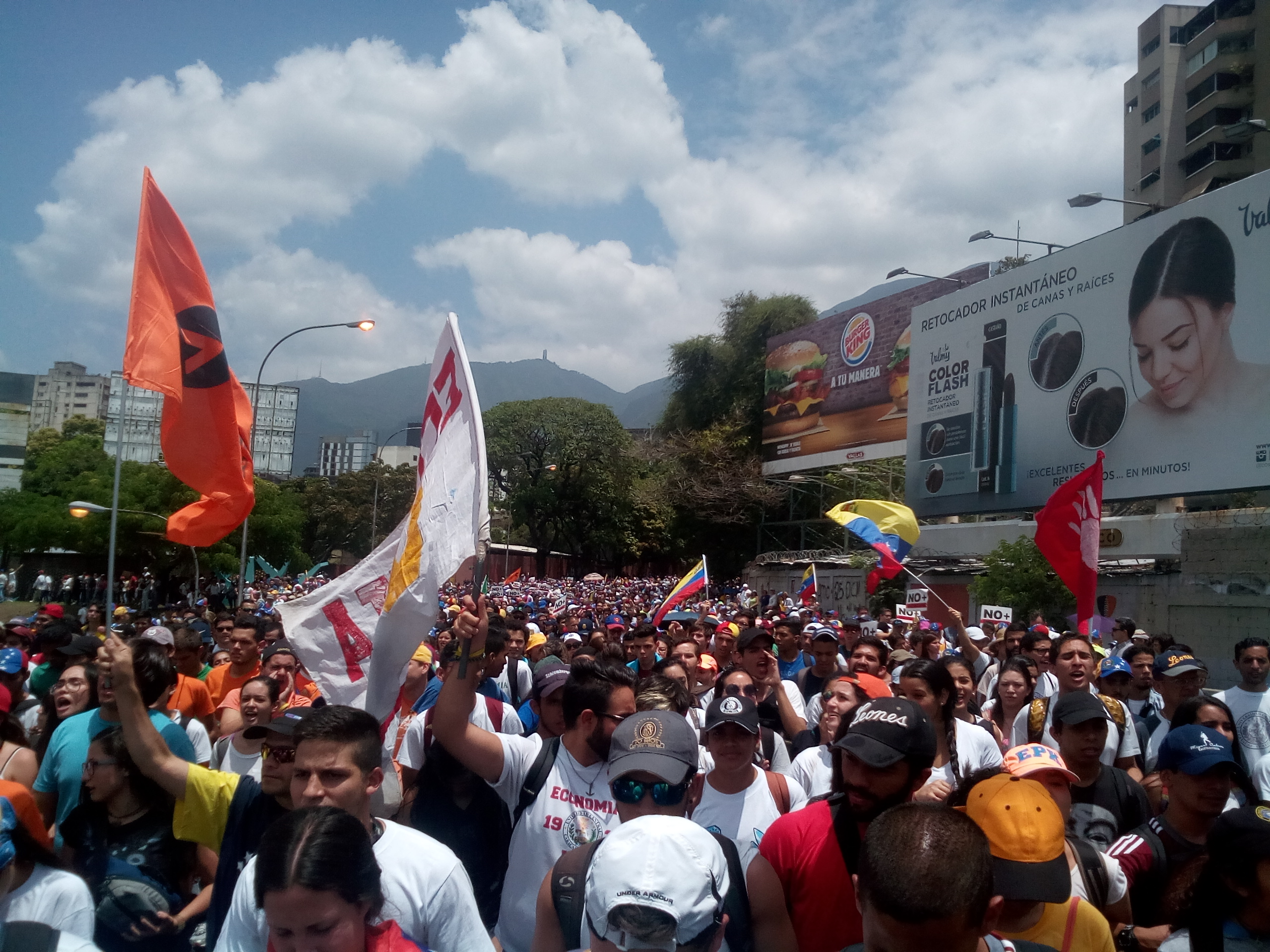
مسيرة المعارضة يوم 6 أبريل

- 1 أبريل / نيسان - عقدت الجمعية الوطنية جلسة خاصة في ساحة بريون في كاراكاس لمناقشة الأحكام الصادرة عن المحكمة العليا، وعلى الرغم من أنه لوحظ أن المحكمة العليا عكست قرارها في اتخاذ القرارات، فإن البرلمانيين قالوا إن الإجراء القضائي كان انقلابا. [22]
- أبريل - دعت المعارضة إلى مسيرة من بلازا فنزويلا إلى الجمعية الوطنية؛ تم منع وصول المحتجون إلى نقطة الالتقاء من قبل الحرس الوطني البوليفاري، وأغلقت 12 محطة مترو، وحجبت الكولكتيفوس الموالية للحكومة مسيرات المعارضة وأطلقت النار على المتظاهرين، حيث أدت المظاهرات إلى إصابة نحو 42 شخصا، من بينهم سبعة من ضباط الشرطة، في حين تم اعتقال أكثر من 50 شخصا.[23][24][25][26]
- 5 نيسان / أبريل - أطلق الحراس الوطنيون الغاز المسيل للدموع في كلية الهندسة بجامعة كارابوبو وقاموا بتفريق المحتجين، مما شكل انتهاكا لاستقلال الجامعة، ندد رئيس الجامعة، حاكم كارابوبو وشخصيات أخرى هذه الإجراءات، وكان هناك 14 جريحا و 4 اعتقالات خلال الاحتجاج. [27]
- 6 أبريل / نيسان - قُتل جايرو أورتيز، وهو طالب يبلغ من العمر 19 عاما من جامعة بيجينتيناري في أراغوا، بالرصاص بينما كان يحتج في كاريزال، ميراندا.[28]
- 7 أبريل / نيسان - اعتقل الجنرال أنجل فيفاس.[29]
- 8 أبريل - خلال الاحتجاجات تم إغلاق 16 محطة مترو و 19 طريق؛ تعرضت حملة إنريكه كابريليس للهجوم بالغاز المسيل للدموع من قبل الحرس البوليفاري والشرطة، تعرضت المحكمة العليا لهجوم من قبل المتظاهرين في فترة ما بعد الظهر، وتم حرق الأثاث، وكسر النوافذ وإلحاق الضرر بالباب الأمامي،[30][31][32][33] على الرغم من أن سيبين أشار إلى أن قادة بريميرو جوستيسيا تورطوا في تلك الاحتجاجات.[34][35]
- 10 أبريل / نيسان - قتل دانييل كويليز، وهو طالب في جامعة أرتورو ميشيلينا البالغ من العمر 19 عاما، وأصيب برصاصة أثناء احتجاج في فالنسيا على يد ضابط شرطة كارابوبو، وأبلغ عن وقوع أكثر من 50 جريحا، وأطلق الحرس الوطني الغاز المسيل للدموع في عيادة يتلقى فيها المحتجون العلاج، بما في ذلك البرلمان ديلسا سولورسانو، الذي أصيب في صدره بقنبلة غاز مسيل للدموع.[36][37][38][39] وندد بريفيا، قادة المعارضة وأمين المظالم، طارق وليام صعب، بإطلاق بعض القنابل من طائرات الهليكوبتر، وهو ما يخالف القانون الفنزويلي للملاحة الجوية.[40][41]
- 11 نيسان / أبريل - ألقى على الرئيس مادورو بالحجارة، أثناء زيارته سان فيليكس بفنزويلا، أثناء ركوبه في سيارة عسكرية تيونا قابلة للتحويل، وتم اعتقال خمسة أشخاص بعد الحادث، في باركيسيميتو، أطلق النار على طفل وشاب على يد كولكتيفوس خلال الاحتجاجات، في حين أصيب أكثر من اثني عشر شخصا.[42][43][44][45]
- 12 أبريل / نيسان - دعت الكنيسة الكاثوليكية في فنزويلا إلى الهدوء، مع رئيس الأساقفة خورخي أوروسا سافينو قائلا «لا يمكن للحكومة أن تواصل حماية هذه الجماعات التي تتصرف بشكل غير قانوني». وبعد ساعات، اقتحم أفراد مؤيدون للحكومة كنيسة القديس تيريزا في كاراكاس، في محاولة لمهاجمة أوروسا، على الرغم من أن دعاة الرعية دافعوا عنه وألقت الشرطة القبض على أولئك الذين كانوا وراء الهجوم.[46]
- 13 أبريل / نيسان - تم اعتقال طالبين من أعضاء بريميرو جوستيسيا، وهم الإخوة سانشيز، وذكر زعماء المعارضة أنهم تعرضوا للتعذيب لإجبارهم على تجريم القادة والبرلمانيين.[47]
- 14 أبريل / نيسان - أعلنت المعارضة عن مسيرة في 19 أبريل / نيسان «لتجاوز» كاراكاس.[48][49]
- 15 نيسان / أبريل - أعلن الرئيس مادورو أنه سيتم إنشاء أكثر من 000 2 حاجز للأمن في جميع أنحاء فنزويلا قبل «المسيرة الضخمة» في 19 نيسان / أبريل، مع مشاركة ما يقرب من 000 200 من السلطات الفنزويلية.[50]
- 16 أبريل / نيسان - في عيد الفصح، حدث احتراق في احتفالات يهوذا، كما قام الفنزويليون بحرق محكمة العدل والمساواة، كما اتهم الرئيس مادورو، وأمين المظالم طارق ويليام صعب، ومسؤولين بوليفاريين آخرين ب «خيانة» فنزويلا، وكالة الاستخبارات الفنزويلية، سيبين، أُمرت من قبل الرئيس مادورو لاتخاذ إجراءات قانونية ضد الأفراد الذين يقولون أنهم تعرضوا للتعذيب من قبل السلطات.[51]
- 17 أبريل / نيسان - أمر الرئيس مادورو بتوسيع الميليشيات الوطنية الفنزويلية لإشراك 500.000 من الفنزويليين الموالين، مشيرا إلى أن كل منهم سيكون مسلحا ببندقية وطالب بمنع وقوع حدث آخر مماثل لمحاولة الانقلاب الفنزويلي 2002، وقال ديوسدادو كابيلو، وهو مسؤول رفيع المستوى في حزب الشعب المسيحى الموالى للحكومة البوليفارية، انه سيتم نشر 60 الف من الكليكتيفات والميليشيات الوطنية في جميع انحاء كاراكاس في 19 أبريل «حتى الضرورة» لردع «المعارضة» واصفا افعالهم «بالإرهاب».[52][53]

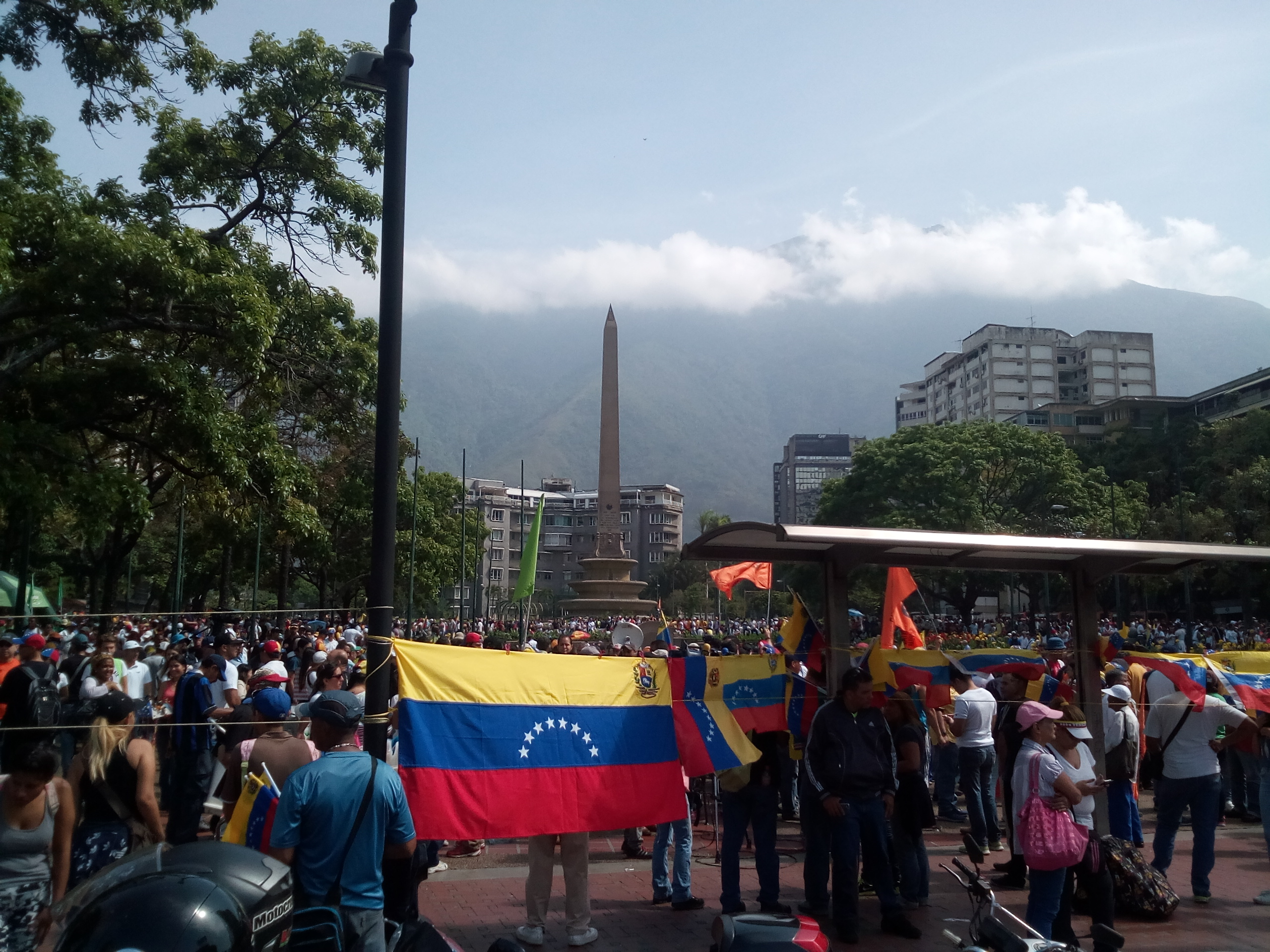
ميدان التاميرا، واحدة من النقاط التى اجتمعت فيها مسيرة 19 أبريل 2017.

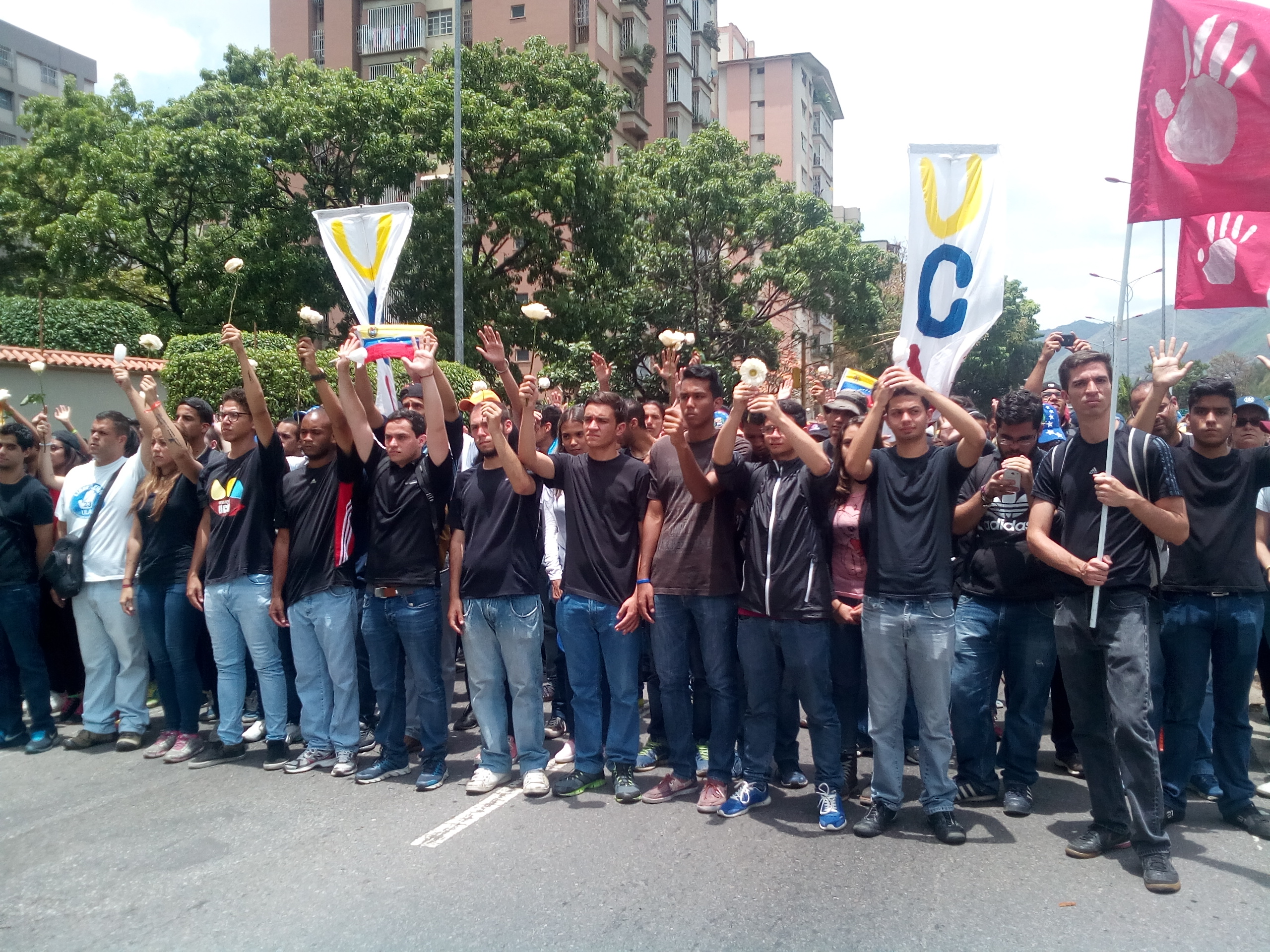
الطلاب يرتدون ملابس سوداء ويحملون الورود البيضاء خلال شهر مارس.

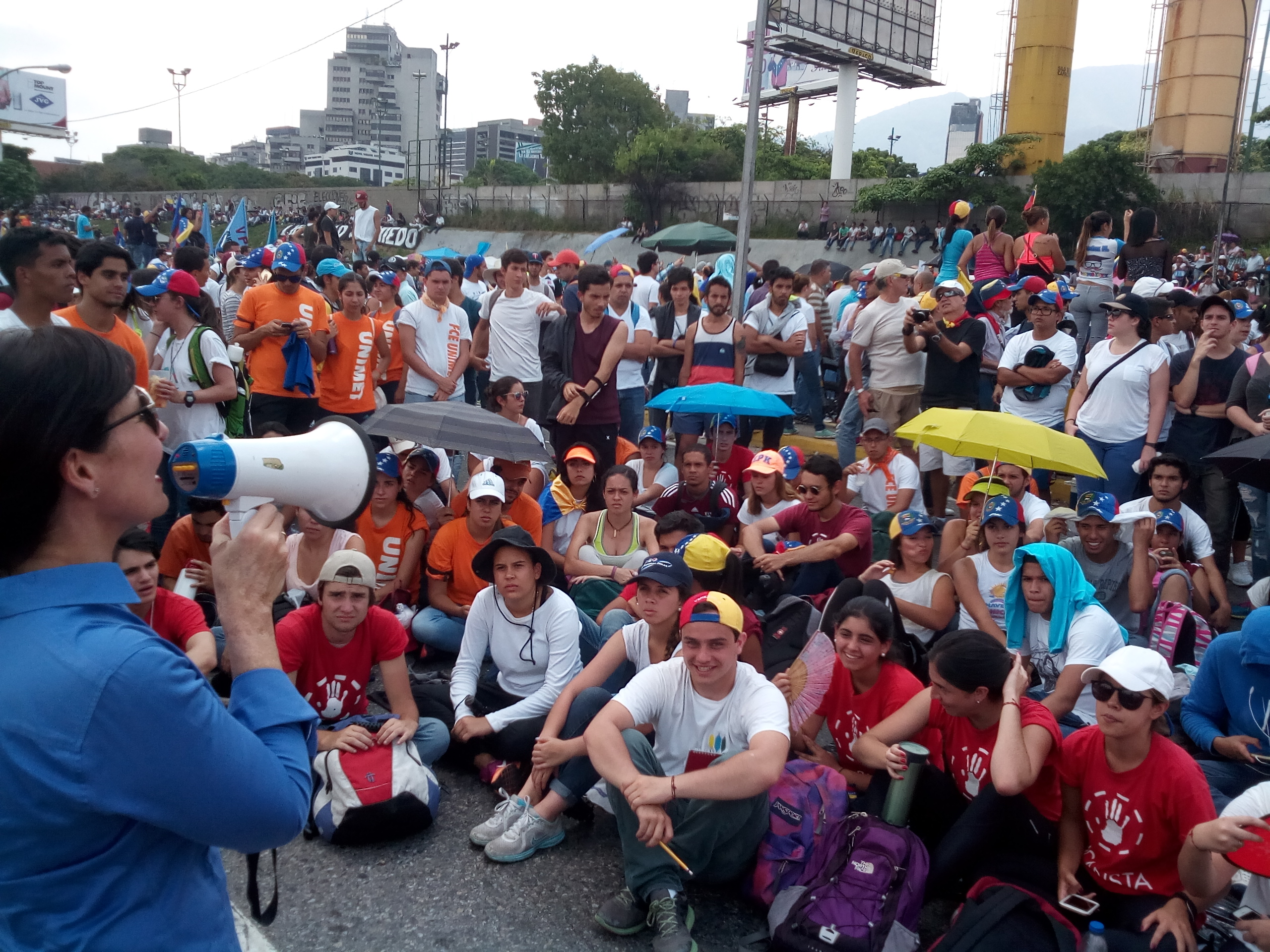
معلم يعطي محاضرة خلال اعتصام في 24 ابريل نيسان.

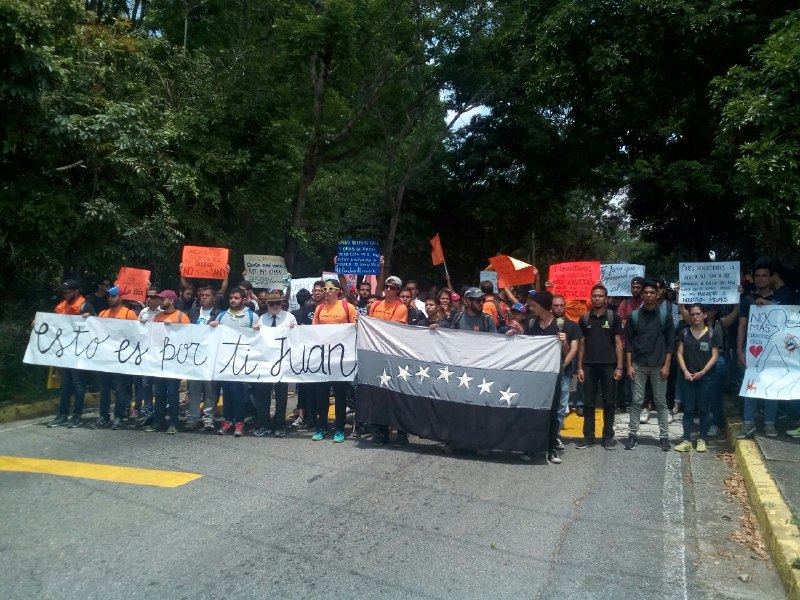
مسيرة صامتة تكريما لخوان بابلو بيرناليت في 27 ابريل نيسان.

- 19 أبريل - دعا المنظمون لمسيرة «Mother of All Protests - أم المظاهرات»، حيث تجمع المتظاهرون في جميع أنحاء البلاد في حوالي 10:30 صباحا، وكان لكاراكاس 26 طريق مختلف للمسيرة الرئيسية ومنها يتم التوجه إلى مكتب أمين المظالم، ومع تقدم المسيرة عبر كراكاس، بدأ الحرس الوطني في منع الطرق وإطلاق الغاز المسيل للدموع في المسيرات في الساعة 11:50 صباحا، مع رفض المتظاهرين المغادرة رغم استخدام القوة.[54][54][55]

وفي حوالي الساعة 12:30 ظهرا، ملأ المظاهرون من المعارضة والفنزويليين الموالين للحكومة طرق كاراكاس، وبعد فترة وجيزة من الساعة 12:45 مساء، بدأ المتظاهرون على طريق فرانسيسكو فاجاردو السريع بالقرب من بيلو مونتي بالفرار من المنطقة بعد أن تعرضوا لأكثر من ساعة من الغاز المسيل للدموع من السلطات، وقفز العديد منهم إلى نهر غوار، الذي يستخدم لتصريف مياه المجاري، لتجنب الغاز. قرب الساعة 2:10 مساء، أصيب طفل يبلغ من العمر 17 عاما برصاصة في الرأس وقُتل في المظاهرة، وفي حوالي الساعة 4:35 مساء، أطلقت القوات شبه العسكرية الموالية للحكومة «كولكتيفوس» النار وقتلت باولا راميريز، وهي امرأة تبلغ من العمر 23 عاما.
وفي وقت لاحق من المساء، قُتل رجل من الحرس الوطني جنوب كاراكاس، مما أدى إلى مقتل عدد من المحتجين ما لا يقل عن 8 أشخاص، وبحلول الساعة التاسعة مساء، ذكر منتدى العقوبات أنه تم اعتقال 521 فنزويليا طوال اليوم، ليصل عدد الاعتقالات الإجمالية منذ بداية العام إلى أكثر من 1000 شخص.
وقدم العديد من المراقبين بتقديرات مختلفة عن أعداد المتظاهرين، وكان تقدير صحيفة نيويورك تايمز بأنهم «الآلاف من الناس»، العديد من وسائل الإعلام الأخرى (بما في ذلك ان بي سي نيوز ورويترز) قدرتهم ب«مئات الآلاف»، وأستاذ الرياضيات في جامعة الوسطى ريكاردو ريوس قدرهم ب 1.2 مليون محتج، مما جعله أكبر احتجاج في تاريخ فنزويلا، ووفقا لاستطلاع ميغاناليسيس، احتج 2.5 مليون فنزويلي في كاراكاس وحدها، في حين احتج 6 ملايين في جميع أنحاء البلاد.
- 20-21 نيسان / أبريل - قتل ما لا يقل عن اثني عشر شخصا في شوارع كاراكاس أثناء عمليات النهب، وقال مكتب النائب العام الفنزويلى ان أحد عشر من هذه الوفيات ناجم عن اصابات بالكهرباء واصابة طلقات نارية في فالى ديل اسبيرتو سانتو، وقال عمدة الحي كارلوس أوكاريز إن أحد المتظاهرين أصيب بطلقة نارية في بيتاري.[65]
- 22 نيسان / أبريل - شارك مئات الآلاف من الفنزويليين في مسيرة صامتة في ذكرى القتلى، وكانوا يسيرون من الجانب الشرقي الأكثر ثراء من كاراكاس إلى الجانب الغربي، وكان أول المتظاهرين قادرين على السفر إلى غرب كاراكاس دون أن تحاصرهم السلطات، تجمع الكثيرون في بلدية مونتالبان في كاراكاس بالقرب من المؤتمر الأسقفي الفنزويلي، وتعهد زعماء المعارضة بالإبقاء على التظاهر حتى يتم الإعلان عن انتخابات جديدة.[66][67]
- 23 نيسان / أبريل - أعلنت المائدة المستديرة للوحدة الديمقراطية عن خطط للاحتجاج الذي عقد في 24 نيسان / أبريل تحت عنوان «الاعتصام الوطني»، مع نقاط تجمع في لا فيلا وكريما بارايسو دي سانتا مونيكا وبلازا بريون دي تشاكايتو وكوريمار وسانتا في وألتاميرا، ونيسنترو إل ماركيس وألتاميرة، وذكر المنظمون أنه «احتجاج للمقاومة»، داعيين إلى الجمود الوطني وطلبوا إعداد المسيرات مع الطعام والماء والملابس المريحة وبطاريات الهواتف الخلوية.[68][69]
- 24 نيسان / أبريل - حدث الاعتصام الوطني، ملئ الفنزويليين الشوارع وفي كراكاس، جلس المتظاهرون ولعبوا الألعاب في الشوارع، واستخدموا مظلات لتظلهم من الشمس، وفي أماكن أخرى، ألقى الأساتذة محاضرات في الشوارع حول السياسة، في حين أخرون قاموا بعمل الحساء في الشوارع، وبحلول المساء، سببت المناوشات الصغيرة المنفصلة عن الاعتصامات إلى مقتل أكثر من اثنين من الفنزويليين و 3 جرحى، في ولاية ميراندا، تم قتل أحد قادة الحزب الاشتراكي المتحد المحلي في منزله. [70][71][72][بحاجة لمصدر أفضل]
- 26 أبريل - بدأت الحكومة البوليفارية بالانسحاب من منظمة الدول الأمريكية، وهي عملية مدتها سنتان، بعد أن دعا العديد من دول الأعضاء إلى عقد جلسة خاصة لمناقشة أزمة فنزويلا، وقتل خوان بابلو بيرناليتي، وهو طالب في الاقتصاد عمره 20 عاما من جامعة ميتروبوليتانا، نتيجة لقنبلة غاز مسيل للدموع في صدره خلال احتجاجات في ألتاميرة، رامون موشتشو، عمدة تشاكاو، أفاد بأنه وصل إلى سالود تشاكاو بدون علامات حيوية، بعد وفاة الطالب، قام ابن أمين المظالم طارق صعب، يبرام صعب، بتحميل مقطع فيديو على موقع يوتيوب يقول فيه إنه احتج على تلك الليلة.[73][74][75][76][77]
- 27 أبريل / نيسان - سار الطلاب لمدة ساعتين من جامعة متروبوليتانا إلى مكان في ساحة ألتاميرة حيث قتل خوان بابلو بيرناليتي.[78]

## مايو

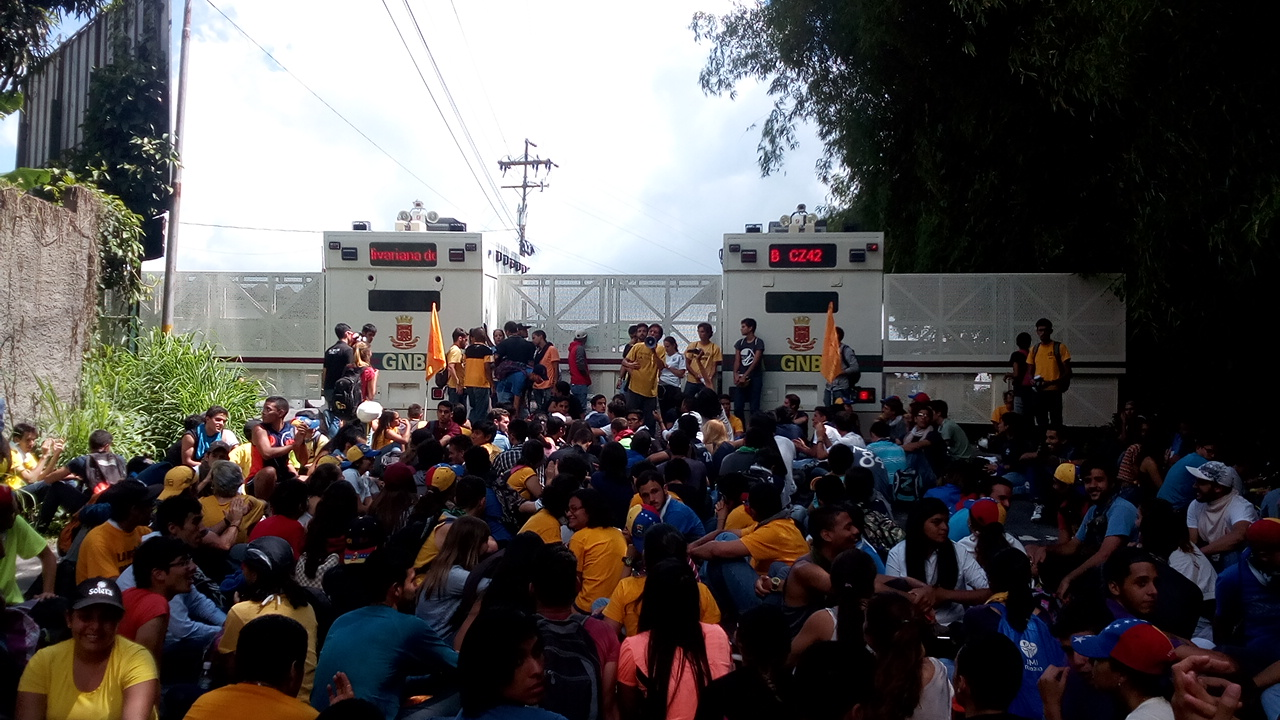
طلاب جامعة سيمون بوليفار يحتجون ضد الحرس الوطني يوم 4 مايو.

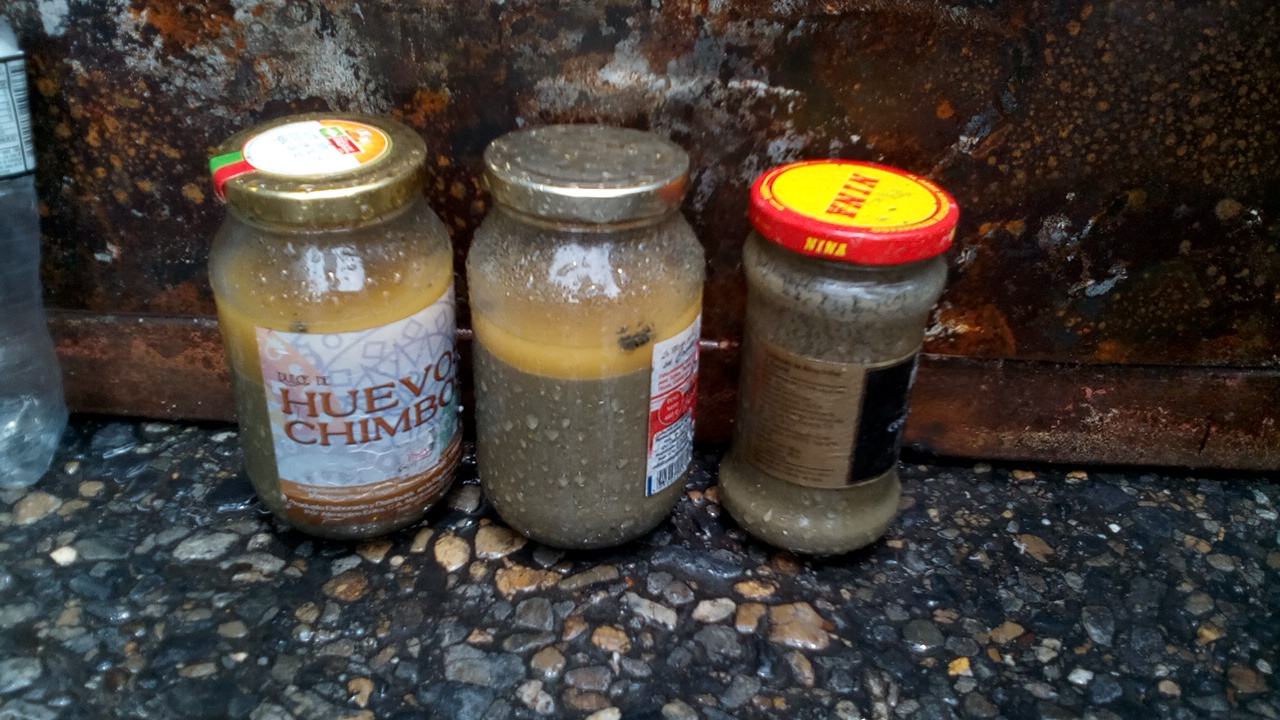
اعتصام المعارضة في بيبوتفز

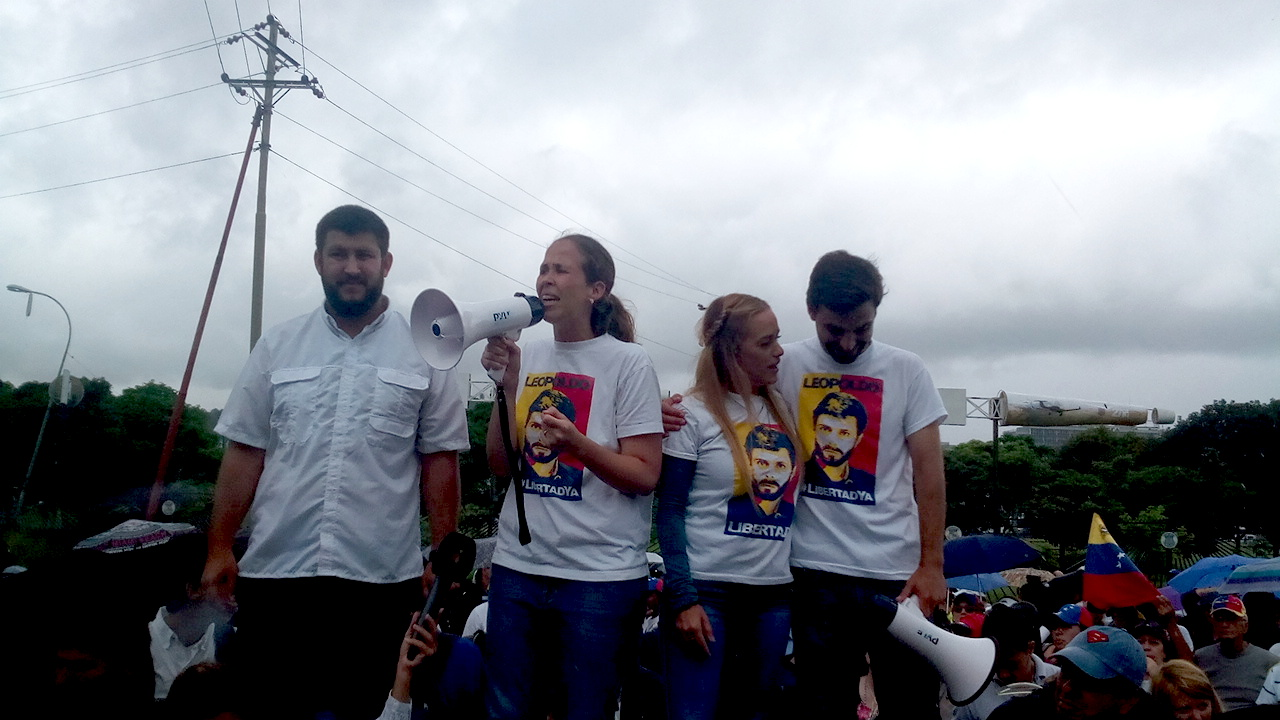
من اليسار إلى اليمين: دايفيد سمولانسكي، مانويلا بوليفار، ليليان تينتوري وخوان أندريس ميخيا أثناء الجلوس الوطني في يوم 15 مايو.

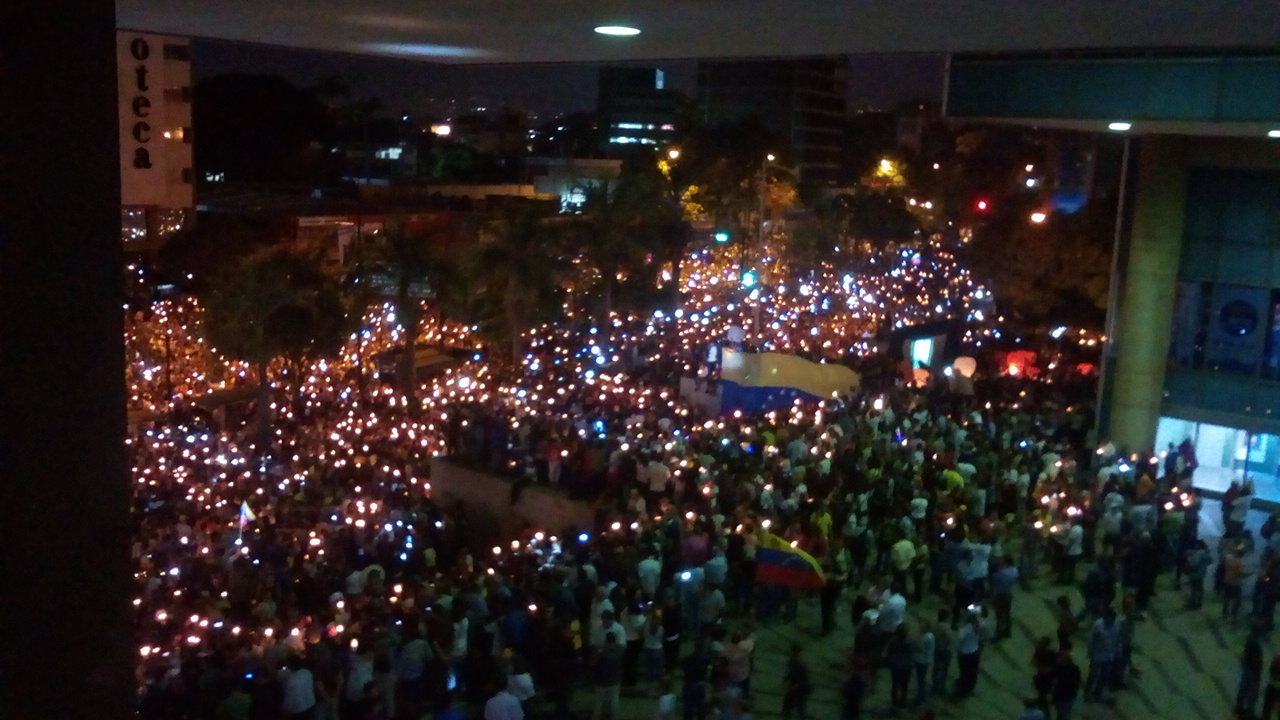
مسيرة ليلية في كاراكاس في 17 مايو 2017.

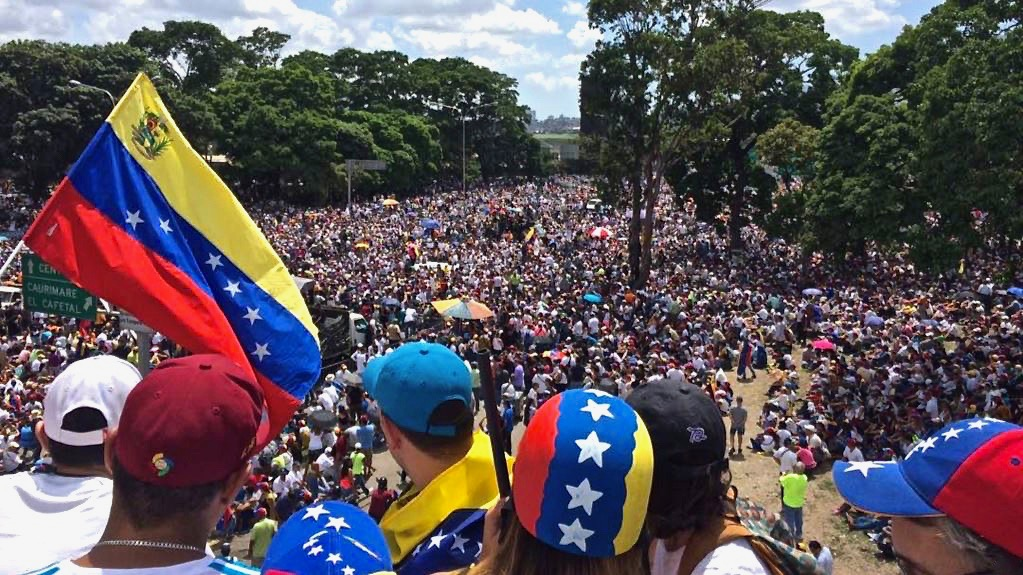
ملايين من الفنزويليين في مسيرة يوم 20 مايو

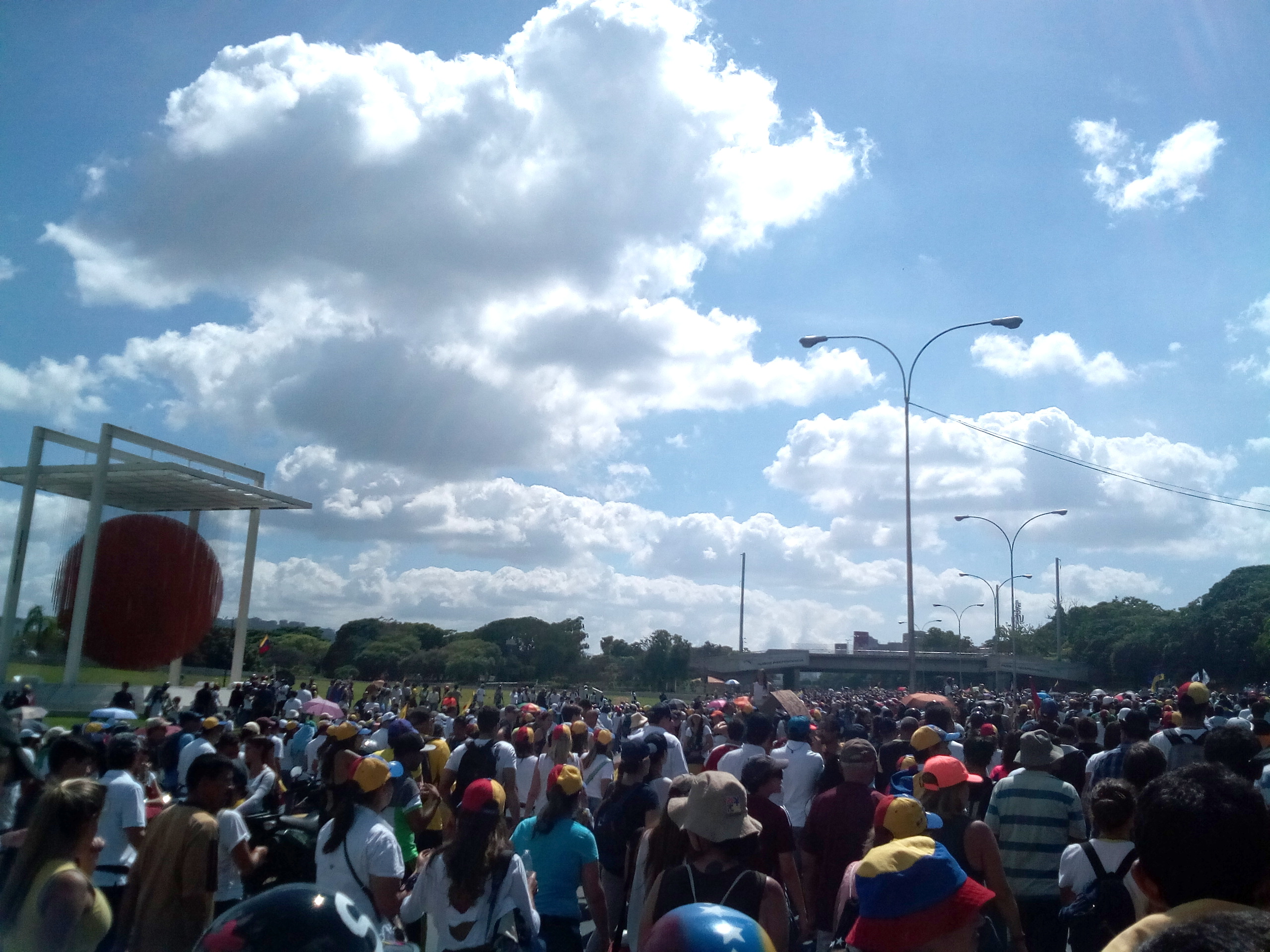
ملايين منالفنزويليين في مسيرة يوم 20 مايو في فرانسيسكو فاجاردو السريع.

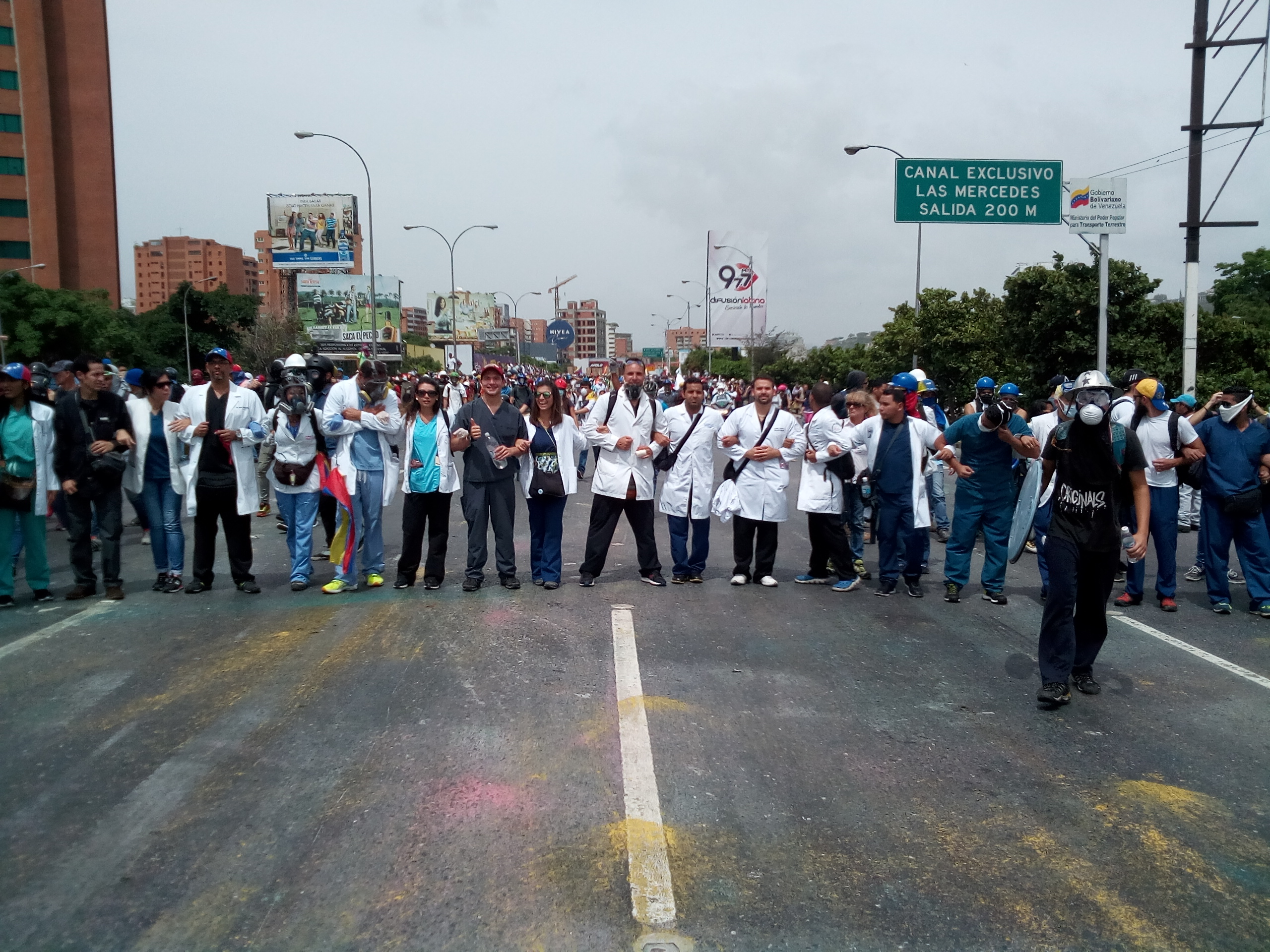
مسعفون يحملون الأسلحة يوم 24 مايو.

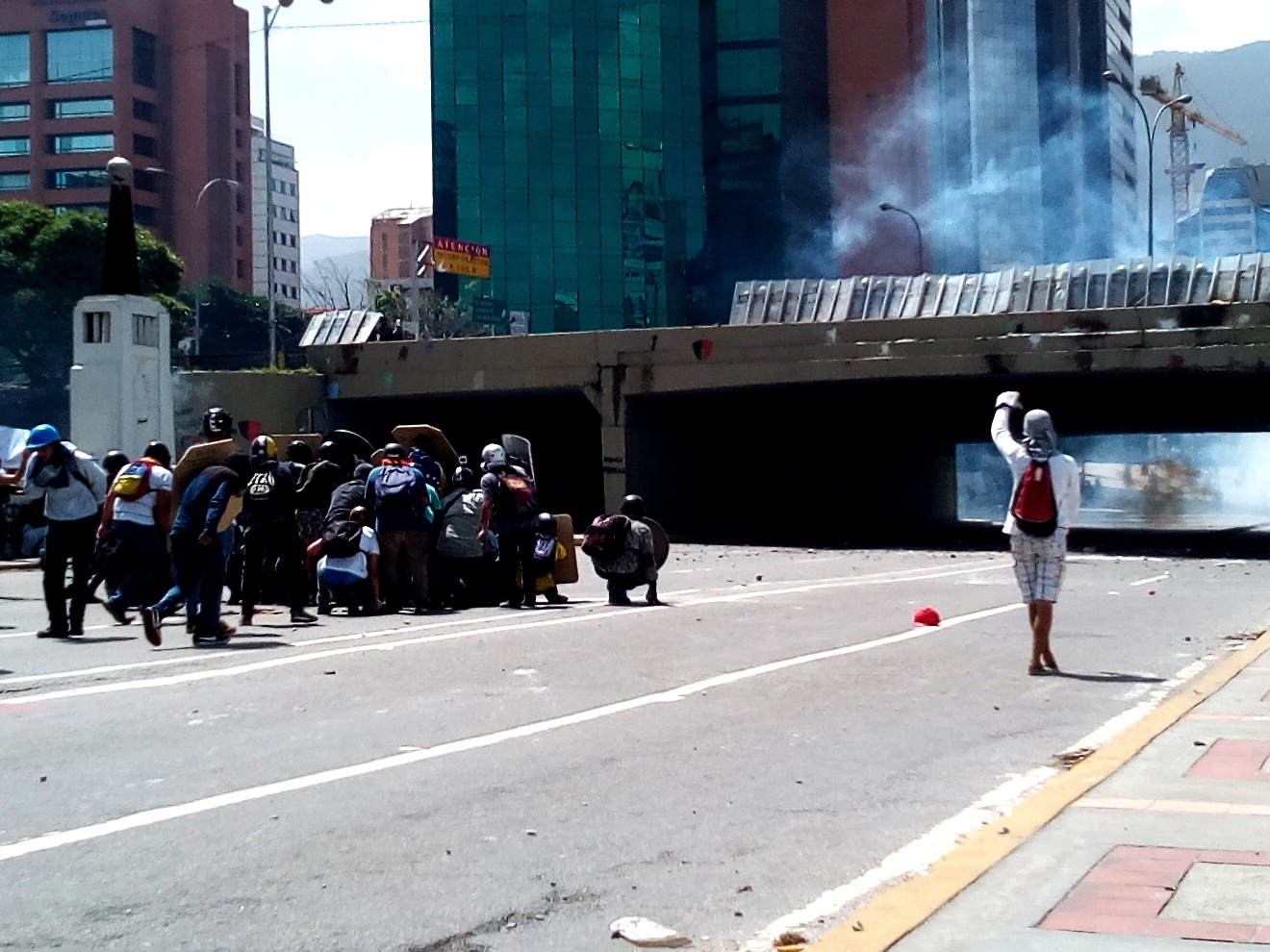
اشتباك المتظاهرون و الحرس الوطني يوم 26 مايو.

- 1 مايو / أيار - احتج مئات الآلاف، كانوا يحتجون أمام مختلف المباني الحكومية لمقابلة مطالبهم، وقد ردت الشرطة على المسيرات السلمية بالغازات المسيلة للدموع، حيث اصيب عضو في الجمعية الوطنية خوسيه اوليفاريس في رأسه بقنبلة غاز مسيل للدموع مما ادى إلى نزيف شديد، أعلن الرئيس مادوروعن خطط لتحل محل الجمعية الوطنية مع الجمعية الوطنية الطائفية ودعا إلى صياغة دستور جديد، وهو الثالث في العصر الحديث.[79]
- 3 مايو - مئات الآلاف من الناس ساروا في جميع أنحاء البلاد، قتل اثنان من المتظاهرين، وتوفي ضابط شرطة حيث قُتل في اليوم التالي، وتفيد التقارير بأن ليوبولدو لوبيز، زعيم الاحتجاجات الفنزويلية لعام 2014 الذي حكم عليه بالسجن 13 عاما في عام 2015، «نقل إلى مستشفى عسكري مع مضاعفات صحية»، خلال مظاهرة في ألتاميرة، دهست شاحنة من الحرس الوطني على مجموعة من المتظاهرين، مما أدى إلى إصابة ثلاثة على الأقل.[80][81][82]
- 4 مايو - سار المتظاهرون، وكان الطلاب في الصفوف الأولى من المظاهرة في كراكاس وحولها، حيث اُستخدم الغاز المسيل للدموع ضدهم بالقرب من جامعة فنزويلا المركزية.[80] وقتل رئيس اتحاد مراكز الطلاب في جامعة خوسيه أنطونيو أنزواتيغي خلال تجمع طلابي في مدينة التيجري، وتوفي طالب آخر أصيب خلال الحادث بعد ذلك بأيام، العديد من أنصار ليوبولدو لوبيز، تجمعوا خارج سجن رامو فيردي واحتجوا في جميع أنحاء المنطقة بعد تقارير أفادت بأن صحته قد تعرضت لانخفاض خطير وحرمان الحكومة البوليفارية من زوار لوبيز، على الرغم من أنها أصدرت فيديو «أنه حي»، والتي وصفها البعض بأنها ملفقة.[83][84] كما طلبت هيومن رايتس ووتش من الرئيس مادورو أن يأذن بزيارة للوبيز منذ أن حرم من زيارة أسرته ومحاميه منذ أوائل أبريل / نيسان، دعت ليليان تينتوري زوجة لوبيز في وقت لاحق إلى مسيرة المرأة يوم السبت 6 مايو / أيار، تقول لوزير الدفاع «فلاديمير بادرينو لوبيز، هل ستطلق النار على النساء هذا السبت؟»[82][85]
- 5 أيار / مايو - قام مسؤولو المعارضة بلافتة كبيرة على جانب المبنى الإداري للجمعية الوطنية في وسط كاراكاس مكتوب عليها «الديكتاتور مادورو»، كما قام مواطنون من لا فيلا ديل روزاريو بحرق وهدم تمثال للرئيس الراحل هوغو شافيز، مع تدمير تمثال صدام حسين في العراق، فضلا عن تماثيل أخرى سقطت خلال الاضطرابات الشعبية.[86][87][88]
- 6 مايو - سار عشرات الآلاف من النساء الفنزويليين في جميع أنحاء فنزويلا ضد حكومة الرئيس مادورو، وفي كاراكاس، سارت الراهبات، والنساء اللواتي ارتدوا ملابس بيضاء على طريق فرانسيسكو فاجاردو السريع حتى وصلن إلى الحرس الوطني بالقرب من وسط كراكاس.[89]
- 8 مايو - أعلن الرئيس مادورو خطة «دائرة عسكرية لتعميق الثورة العسكرية البوليفارية في قلب القوات المسلحة البوليفارية الوطنية»، داعيا الجيش للمساعدة في صياغة دستور جديد بهدف «تعزيز الاتحاد» بين الجيش والمدنيين، في ماراكايبو، كانت هناك مؤسسة تخدم الأطفال والمسنين ولكن بسبب الاشتباك الذي دار بين المحتجين والسلطات أدى إلى إجلاء المئات بسبب الاستخدام المكثف للغاز المسيل للدموع، بدأ المتظاهرون باستخدام «بوبوتوف»، وهي عبارة عن استخدام قنابل المولوتوف، مع أجهزة زجاجية مليئة بالبراز، وألقيت على السلطات بعد أن سخر جاكلين فاريا المسؤول في حزب يو إس إس إف من المتظاهرين الذين اضطروا إلى الزحف من خلال الصرف الصحي في نهر غوار.[90][91][92] وبدأ هاشتاغ #puputov على تويتر في فنزويلا.[91][93]
- 9 أيار / مايو - في كراكاس وتاشيرا، دعت المائدة المستديرة للوحدة الديمقراطية إلى فتح بابيلدوس لمناقشة الدائرة الانتخابية المقترحة.[94][95] كانت أوريانا وادسكييه التي تبلغ من العمر 25 عاماً، وهي طالبة بجامعة كارابوبو، دُهست من قبل شاحنة إيفس (المعهد الوطني للبحوث الاجتماعية) أثناء احتجاج العمال الزراعيين في كالابوزو، ولاية غواريكو، ثم تم نقلها إلى المستشفى بواسطة طائرة هليكوبتر، حيث استقرت فيما بعد، في حين اعتقل سائق الشاحنة.[96][97] وعلى وسائل التواصل الاجتماعي، تم مطالبة المتظاهرين بجلب بوبوتوف الكوكتيلات للمسيرات للانتقام من استخدام الغاز المسيل للدموع من قبل السلطات.[98][99]
- 10 أيار / مايو - حاول المتظاهرون السير إلى مقر المحكمة العليا للعدالة، وتحولت الاحتجاجات إلى العنف حيث قامت السلطات بقمع المتظاهرين، في ألتاميرة، تم إطلاق النار على طالب في الرأس مع إطلاق علبة الغاز المسيل للدموع، وقد اصيب 170 فنزويليا بجراح بينما قتل ميغيل كاستيلو براشو البالغ من العمر 27 عاما وهو صحفى تخرج الاسبوع الماضى بعد اصابته برصاصة في صدره بغطاء غاز مسيل للدموع من قبل حرس قومى بعد احتجازه بالفعل.[100][101][102][103][104]
- 11 مايو - مسيرة احتفال ميغيل كاستيلو براشو، الذي توفي في اليوم السابق، كان المشاركين يحملون الزهور أثناء غناء التراتيل والصلاة على الشهيد، كما عقد الطلاب في العديد من الجامعات في جميع أنحاء فنزويلا ذكرى المتظاهرين الذين سقطوا.[105]
- 12 مايو / أيار - تم قمع «مسيرة الأجداد»، التي كانت مظاهرة للأجداد التي تدعو إلى مستقبل أفضل لأحفادهم، بسبب الغاز المسيل للدموع وهم يحاولون شق طريقهم إلى مقر أمين المظالم.[106]
- 13 مايو - حجب المتظاهرون المعارضون الطريق السريع الإقليمي الأوسط، حيث أوقف المتظاهرون في أراغوا «أهم طريق في البلاد»، في حين وصف زعماء المعارضة «النصر» وأنهم «صنعوا التاريخ».[107]
- 14 مايو / أيار - ارتدى الأمهات اللون الاسود، احتجاجاً على مستقبل أبنائهن، وناشدت السلطات الفنزويلية بوقف قتل المتظاهرين الشباب، كما أعلنت أحزاب المعارضة عن مواقع للاحتجاجات في الاعتصام على الصعيد الوطني والتي كان مقررا عقدها في 15 أيار / مايو.[108][109]
- 15 مايو - حدث الاعتصام الوطني من قبل الاف من الفنزويليين الذين منعوا مناطق محددة من الاتجار لمدة تصل إلى 12 ساعة، وفي تاشيرا، قتل اثنان بالرصاص؛ البالغ من العمر 17 عاما لويس ألفيريز وديجو هرنانديز البالغ من العمر 32 عاما.[110][111]
- 17 مايو - اجتمع الفنزويليون في جميع أنحاء البلاد مساءاً في مناطق محددة للحداد على أرواح الذين قتلوا خلال الاحتجاجات، تجمع المتظاهرون في كاراكاس في بارك كريستال بينما في ألتاميرة، اجتمعوا في بلازا فرانشا، كل هذه الاجتماعات كانت على ضوء الشموع خلال الليل، وفي ولايات أخرى مثل لارا وكارابوبو، شارك المواطنون في مسيرات سلمية، قاموا فيها بتلاوة الصلاة في ضوء الشموع.[112]
- 18 مايو / أيار - قتل بول رينيه مورينو البالغ من العمر 24 عاما، وهو طالب في الطب بجامعة زوليا وعضو في الصليب الأخضر، بعد أن أصابته سيارة هايلوكس مدرعة في ماراكايبو، خلال الاحتجاجات المسائية، قتل دانيال رودريغيز البالغ من العمر 16 عاما بعد أن أطلق عليه الرصاص في الرأس من قبل أعضاء كولكتيفو بينما كان يحتج في قرطبة، تاشيرا.[113][114]
- 19 مايو - أغلق المتظاهرون في ميريدا طرقا متعددة، في ساعات المساء، حدثت اشتباكات قوية في ألتوس ميراندينوس، مما أدى إلى مقتل شاب واحد، و 60 جريحا، و 15 معتقلاً، ونُهبت أكثر من 70 شركة في المنطقة.[115][116]
- 20 مايو - في اليوم الخمسين للاحتجاجات المتتالية، احتج الملايين من الفنزويليين في كاراكاس خلال مسيرة «نحن الملايين»، مطالبين بإنهاء القمع العنيف والانتخابات الفورية، وأعلن كابريلز أن المسيرة ستتوجه بعد ذلك إلى وزارة الشؤون الداخلية؛ تم حظر المسيرة بعد ذلك بوقت قصير.[117] التقط الصحفيون صور السلطات باستخدام الألعاب النارية ضد المتظاهرين وكذلك الحصول على قذائف بندقية تستخدمها قوات الدولة التي كانت محملة بالرخام،[118] وفي كاراكاس وحدها، أسفرت المسيرة عن إصابة أكثر من 90 شخصا.[119] و في شارع فرانسيسكو دي ميراندا، تحركت كورسا الرمادية نحو مسيرة المعارضة، كونها ثالث حادث حيث دهست سيارة المتظاهرين، ركض السائق على خمسة أشخاص على الأقل، أخذ أحدهم إلى سالود تشاكاو.[120] خلال الاحتجاجات المسائية، قتل أليخاندرو أغيلار في فاليرا، تروجيلو من قبل أعضاء كولكتيفو على الرغم من وجود الشرطة.[121]
- 22 مايو - قام المتظاهرون بمحاولة للوصول إلى مقر وزارة الصحة احتجاجا على نقص الأدوية وغيرها من اللوازم الطبية الأساسية،[122] ولكن المسيرة قمعت بسرعة من قبل السلطات. [123] وكانت هذه المسيرة الصحية هي المسيرة الرسمية الوحيدة المعارضة لهذا اليوم.[124] توجهت مسيرة طبية رسمية من ساحة كراكاس إلى قصر ميرافلوريس دعما للدائرة الانتخابية.[125] وفي باريناس، بالقرب من مسقط رأس هوجو شافيز، أصيب المئات في أعمال شغب ضد مقترحات الرئيس مادورو الدستورية حيث نهب ما لا يقل عن 50 متجرا ومباني حكومية متعددة قصفت النار، بما في ذلك مقر قيادة القوات الجوية في المنطقة ومركز شرطة لا كونكورديا حيث تم سرقة الزي الرسمي والأسلحة النارية.[126] بعد وفاة اثنين من الطلاب الذين قتلوا على يد الحرس الوطني في باريناس، تم حرق منزل هوغو شافيز من قبل المتظاهرين.[124][127] كما دمر المتظاهرون في المنطقة خمسة تماثيل لتشافيز بالإضافة إلى تدمير منزل طفولته.[127] قتل في تلك الأحداث ما يصل إلى ستة أشخاص خلال أعمال الشغب في باريناس.[128]
- 23 أيار / مايو - مهدت اللجنة الانتخابية الوطنية الطريق أمام انتخابات الجمعية الدستورية التي ستجرى في أواخر يوليو / تموز.[129]
- 24 مايو - عشرات الآلاف من الفنزويليين قاموا بمسيرة ضد موافقة المجلس الوطني الكوري للجمعية الدستورية مادورو، مع مسيرة إلى مقر المجلس الوطني للانتخابات ثم تم تفريقها بسرعة، وألقي النار على رجل واحد في الاشتباكات، وتعرض لحروق شديدة.[130][131] نظم مؤيدو الحكومة مسيرة مضادة لدعم الدائرة الانتخابية، وأعلنت لويزا أورتيغا دياز خلال مؤتمر صحفي، في حين شرحت تفاصيل التحقيق الذي أجراه خوان بابلو بيرناليتي، أنه قُتل على يد قنبلة غاز مسيل للدموع، خلافا لإعلانات مسؤول حكومي يدعي أنه قتل بطلق ناري.[132][133] غردت خورخي رودريغيز: «لويزا أورتيغا دياز تيتور، كم دولار يستحق أن اشترى به ضميرك ؟؟» شجب TSJ ضد ثمانية رؤساء من المعارضة : خمسة من ميراندا وثلاثة من ميريدا، بمن فيهم جيراردو بلايد، رامون موشتشو وديفيد سمولانسكي. ونشرت المحكمة قرارا يطالبها بمنع الحواجز في بلدياتها وحماية حق عبور المواطنين تحت التهديد بالسجن؛ في عام 2014 أصدر TSJ أحكاما مماثلة في وقت لاحق على أمر مبرر ومخيف من العمدة دانيال سيبالوس وإينزو سكارانو، وفي اليوم التالي رفض رؤساء البلديات الحكم، معلنين أنهم لن يرفضوا أي مبادرة من مواطنيها من الاحتجاج السلمي.[134][135][136]
- 26 مايو - احتجاج الفنزويليين على القوات المسلحة وطالبوا بخفض دعمهم للرئيس مادورو والالتزام بالدستور، معتقدين أن الجيش أصبح أداة سياسية للحزب الحاكم، وقد أحبطت مسيرتهم إلى فورت تيونا، وهي قاعدة عسكرية كبيرة في كراكاس، من قبل السلطات التي فرقت المتظاهرين.[133][137]
- 27 مايو - الاحتفال بالذكرى السنوية العاشرة لاحتجاجات ركيتف 2007 وإغلاق ركيتف، وظهرت تقارير السلطات الفنزويلية بقمع المتظاهرين في احتجاجات اليوم.[138][139]
- 29 مايو / أيار - منعت السلطات الفنزويلية مسيرة إلى مكتب أمين المظالم، وقمعت المتظاهرين بالغاز المسيل للدموع وشاحنات المياه المضغوطة، هاجم الحرس الوطني بالقرب من لاس مرسيدس قائد المعارضة هنريك كابرييل وفريقه ثلاثة أشخاص أصيبوا بكريات بنادق - أحدهم عانى من إطلاق النار - في حين تعرض كابريلز للضرب من قبل السلطات وسرق هاتفه الخلوي ومعداته، وفي مؤتمر كشف عن إصابة ما يقرب من 300 شخص.[140][141][142]
- 30 مايو / أيار - تم إلغاء مسيرة للسفارات والقنصليات، بسبب اجتماع المستشارين لمنظمة الدول الأمريكية، بعد أن أعلن هنريك كابريلز أن هناك خططا لمهاجمة السفارات، تم تغيير المسيرة لمرافقة الطلاب بوزارة الداخلية.[143]
- 31 مايو / أيار - تم قمع مسيرة إلى مقر المستشارية الفنزويلية في كراكاس بسرعة من قبل السلطات، مما أدى إلى إصابة ما يقرب من 100 شخص.[144]

## يونيو

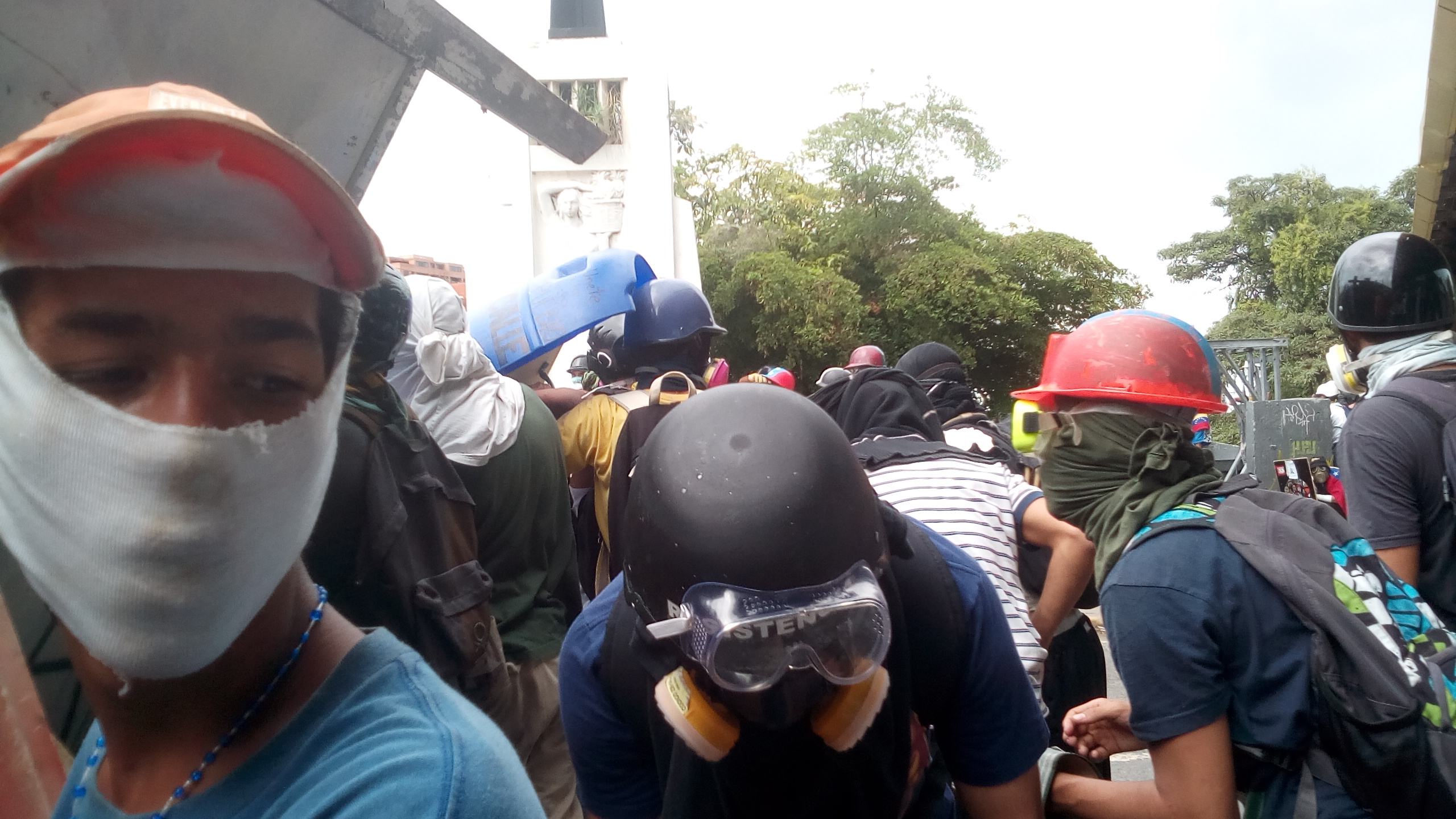
إطلاق الرصاص المطاطي على المتظاهرين في 7 حزيران.

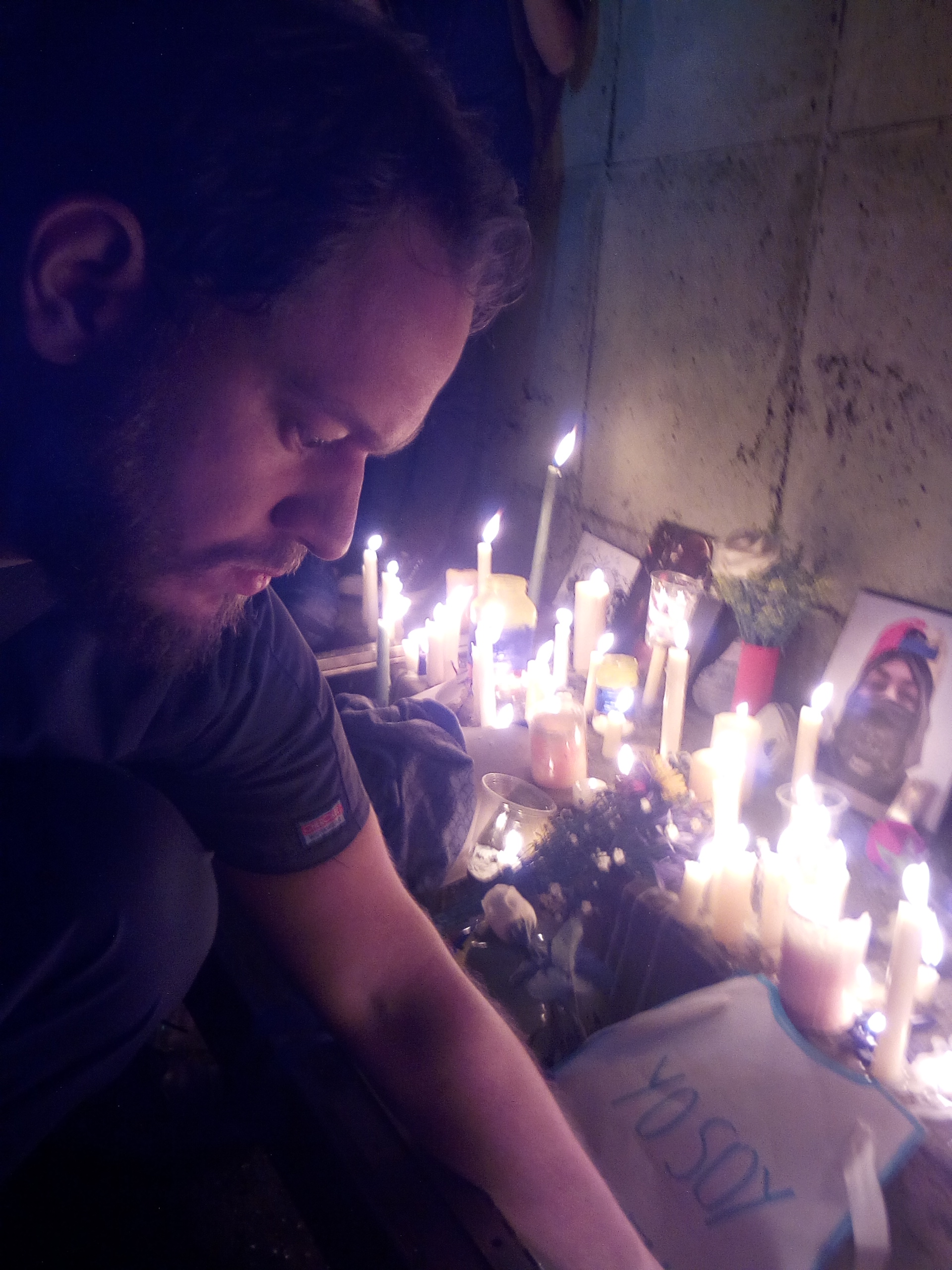
رجل راكع في مذبح مكرس لنيومار لاندر يوم 8 يونيو.

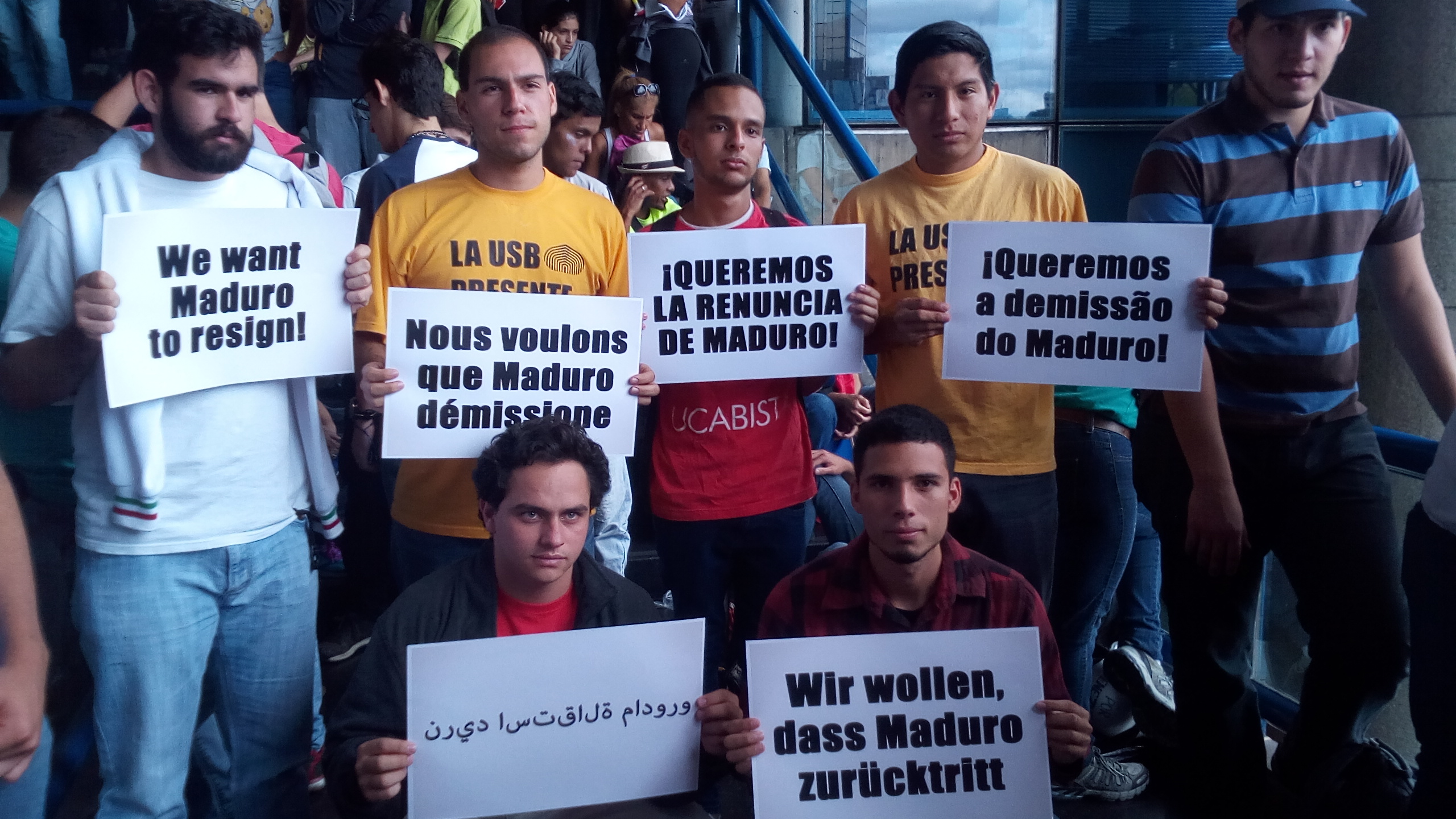

- 2 يونيو - ظهر المتظاهرون خارج استوديوهات التلفزيون الفنزويلي في فنزويلا دي تليفيسيون في لوس رويس، مطالبين القناة بعدم فرض رقابة على الأزمة في فنزويلا، وقتل لويس ميغيل غوتييه البالغ من العمر 20 عاما بعد إطلاق النار عليه في توفار، ميريدا.[145][146]
- 3 يونيو - حدثت احتجاجات بسب نقص الموارد في البلاد، وتم قمعها بسرعة من قبل السلطات، مما أدى إلى إصابات العديد من المتظاهرين في منطقة مونتالبان في كاراكاس.[147]
- 5 يونيو / حزيران - حدث اعتصام وطني مرة أخرى، على الرغم من أن السلطات حاولت إحباط المحاولة في كراكاس، وأصيب أكثر من 100 بجروح في كراكاس في أعقاب القمع حيث استخدمت السلطات الذخيرة الحية على المتظاهرين، وقد شوهد أعضاء من كوناس، وهي فرقة عمل خاصة بمكافحة اختطاف النخبة، بالرصاص الحي بالقرب من مركز كى تى سى التجارى حيث تجمع المتظاهرون في شرق كراكاس، ودعت الحكومة البوليفارية إلى تقييم النائب العام لويزا أورتيغا دياز بعد انتقادها للحكومة ومعارضة الجمعية الدستورية. [148][149]
- 6 يونيو / حزيران - احتج طلاب من جامعات مختلفة في مناطق كراكاس على الجمعية الدستورية بالقرب من جامعة ميتروبوليتانا، وجرح العشرات في أعقاب رد الحرس الوطني الذي أطلق الكريات والرخام على الطلاب.[150]
- 7 يونيو - مسيرة ثانية قتل فيها طفل يبلغ من العمر 17 عاما، نيومار لاندر، بعد أن أصيب مباشرة بقنبلة غاز مسيل للدموع، أدت المظاهرات في كاراكاس إلى إصابة 200 شخص على الأقل.[151][152][153]
- 8 يونيو / حزيران - اجتمع الأساقفة الفنزويليون في المؤتمر الأسقفي الفنزويلي مع البابا فرنسيس، قائلا: «لدينا الثقة الكاملة في المعارضة» كما أشار إلى أن الحكومة البوليفارية ترغب في معاناة الفنزويليين لصرفها عن السياسات العامة، وأن الحكومة البوليفارية لن تضمن «الاعتراف بالجمعية الوطنية، والإفراج عن السجناء السياسيين، واستئناف التقويم الانتخابي»، «لا توجد إمكانية للحوار»، مستنتجين أن الكنيسة«لا يمكن أن تثق في كلمات الحكومة»، ووافقت الجمعية الوطنية بالإجماع على اقتراح بعدم الثقة قدمه نيستور ريفيرول، وزير الشؤون الداخلية، بسبب أعمال عملاء الأمن وانتهاكات حقوق الإنسان وإهمال مهامه كوزير.[154][155][155]
- 9 يونيو - سار طلاب موفيمينتو إستوديانتيل إلى كوناتيل لتقديم النقد في المحكمة.[بحاجة لمصدر]
- 10 حزيران / يونيه - خلال مسيرة توجهت نحو شارع فيكتوريا، أطلقت الشرطة الوطنية الغاز المسيل للدموع على مقعد الحركة الدولية للصليب الأحمر والهلال الأحمر في كراكاس في لا كانديلاريا.[156]محتجون خارج مدخل CONETEL يوم 9 يونيو.

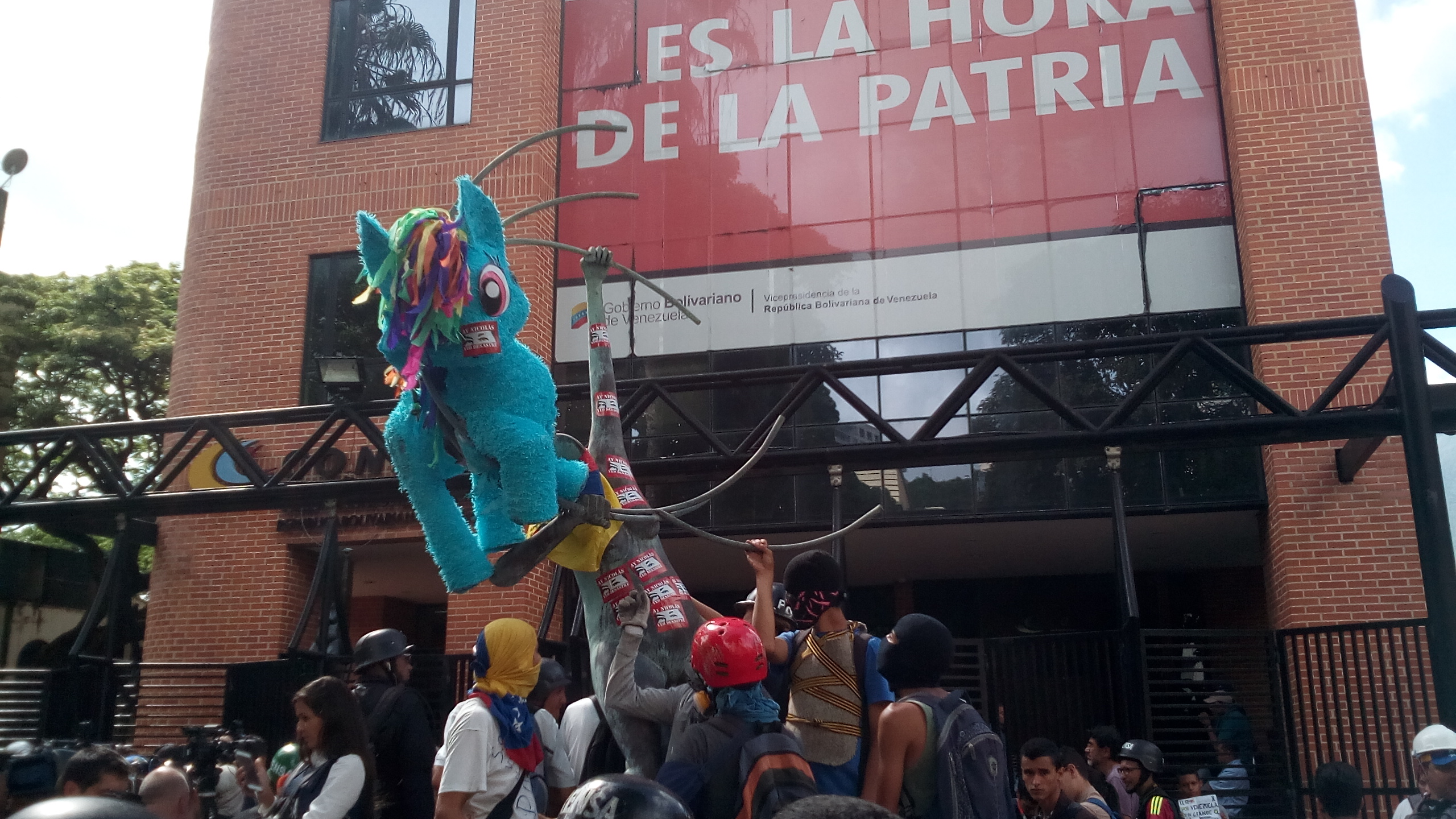
محتجون خارج مدخل CONETEL يوم 9 يونيو.

- 13 يونيو / حزيران - قام ضباط سيبين بإطلاق النار على كلب في العين خلال غارة في مجمع سكني في غرب كاراكاس، وأفاد الجيران أيضا عن انقطاع الكهرباء والمياه، وإلحاق أضرار بمركباتهم، وأن أفراد من الكوناس والحرس الوطني وسيبين ادخلوا الغاز المسيل للدموع باتجاه المباني.[157]
- 14 يونيو / حزيران - حدث عمليات الإعدام في ألتاميرة، حيث قام الحرس الوطني بإطلاق الغاز المسيل للدموع على مراسلي وسائل الإعلام الوطنية والدولية حتى لا يغطي ردهم على الاحتجاجات.[158]
- 15 يونيو - سافر الآلاف من أجل السلام خلال موكب ديفينا باستورا في باركيسيميتو، لارا، تم عقد كاسيرولازوس في كراكاس، مع ضجيج الأواني التي سمعت في جميع أنحاء العاصمة.[159][160]
- 16 يونيو / حزيران - دعا بيدرو كارينو المسؤول البوليفاري المحكمة العليا إلى مقاضاة النائب العام لويزا أورتيغا دياز، مع وجود قضاة حكموا بأن أورتيغا منعت من مغادرة فنزويلا، في باركيسيميتو، لارا، قتل شاب بعد إطلاق النار عليه في مظاهرة.[161][162]
- 17 يونيو - تم تعليق 180 حساب على تويتر على الأقل للحكومة الفنزويلية.[163]
- 18 يونيو / حزيران - وصل الطلاب الذين كانوا يسيرون على مسافة 380 كيلومترا تقريبا من باركيسيميتو إلى كراكاس إلى لوس تيك، ميراندا بالقرب من كراكاس، وسرقت بضائعهم من قبل الحراس الوطنيين في المنطقة.[164]
- 19 يونيو / حزيران - قتل فابيان أوربينا البالغ من العمر 17 عاما، الذي أصيب بجروح بالفعل خلال مظاهرة في 17 مارس / آذار بالقرب من جامعة بيداغوغيكا التجريبية ليبيرتادور في ماراكاي، على يد حرس وطني أطلق الرصاص الحي على المتظاهرين في ألتاميرة، وقتل أربعة آخرون على الأقل، اعترف نيستور ريفيرول بأن الحرس الوطني كان مسؤولا عن وفاته.[165][166][167]
- 20 يونيو / حزيران - أصدرت محكمة العدل العليا بيانا أعلن فيه أن جلسة استماع عامة استثنائية تضم النائب العام لويزا أورتيغا دياز في «دعوى جدارة»، تنص على أن الطلاب من باركيسيميتو ينتقلون منذ 8 حزيران / يونيه إلى رحلتهم التي تبعد 380 كيلومترا إلى كراكاس.[168] وفي أعقاب الإجراءات التي اتخذتها المحكمة، قامت الجمعية الوطنية التي تقودها المعارضة بعقد وسن المادة 350 من الدستور التي تنص على أن الفنزويليين «لن يعرفوا أي نظام أو تشريعات أو سلطة تنتهك القيم والمبادئ والضمانات الديمقراطية أو تضر بحقوق الإنسان» وأن المزيد من الإجراءات الخاصة ب TSJ لن يتم الاعتراف بها وأعرب عن دعم النائب العام أورتيغا.[169]  تم إعادة جدولة مسيرة ذكرى فابيان أوربينا الذي أطلق النار عليه وتم قتله من قبل رجل حرس وطني في اليوم السابق إلى 21 يونيو بسبب مرور العاصفة الاستوائية بريت.[170]
- 21 يونيو - سار المئات إلى مقر منظمة الدول الأمريكية في شرق كراكاس، ومروا على الفور حيث قتل فابيان أوربينا بالرصاص على أيدي رجال الحرس الوطنيين، وأعلنت المعارضة عن خطط للسير إلى مكتب النائب العام لدعم أورتيغا يوم الخميس، وعقد جمعيات المواطنين التي تدين الجمعية الدستورية يوم الجمعة واستئناف الاحتجاجات يوم السبت.[171][172]
- 22 يونيو / حزيران - توفي ديفيد خوسيه فالينيلا البالغ من العمر 22 عاما في عيادة العفيلة بعد أن أطلق عليه النار من قبل ضابط في سلاح الجو الفنزويلي أمام مطار لا كارلوتا،[173][174]  كونه أول وفاة على أيدى القوات المسلحة الوطنية للجمهورية البوليفارية الفنزويلية بجانب الحرس الوطني.[175]